# Marca dei Billunghi

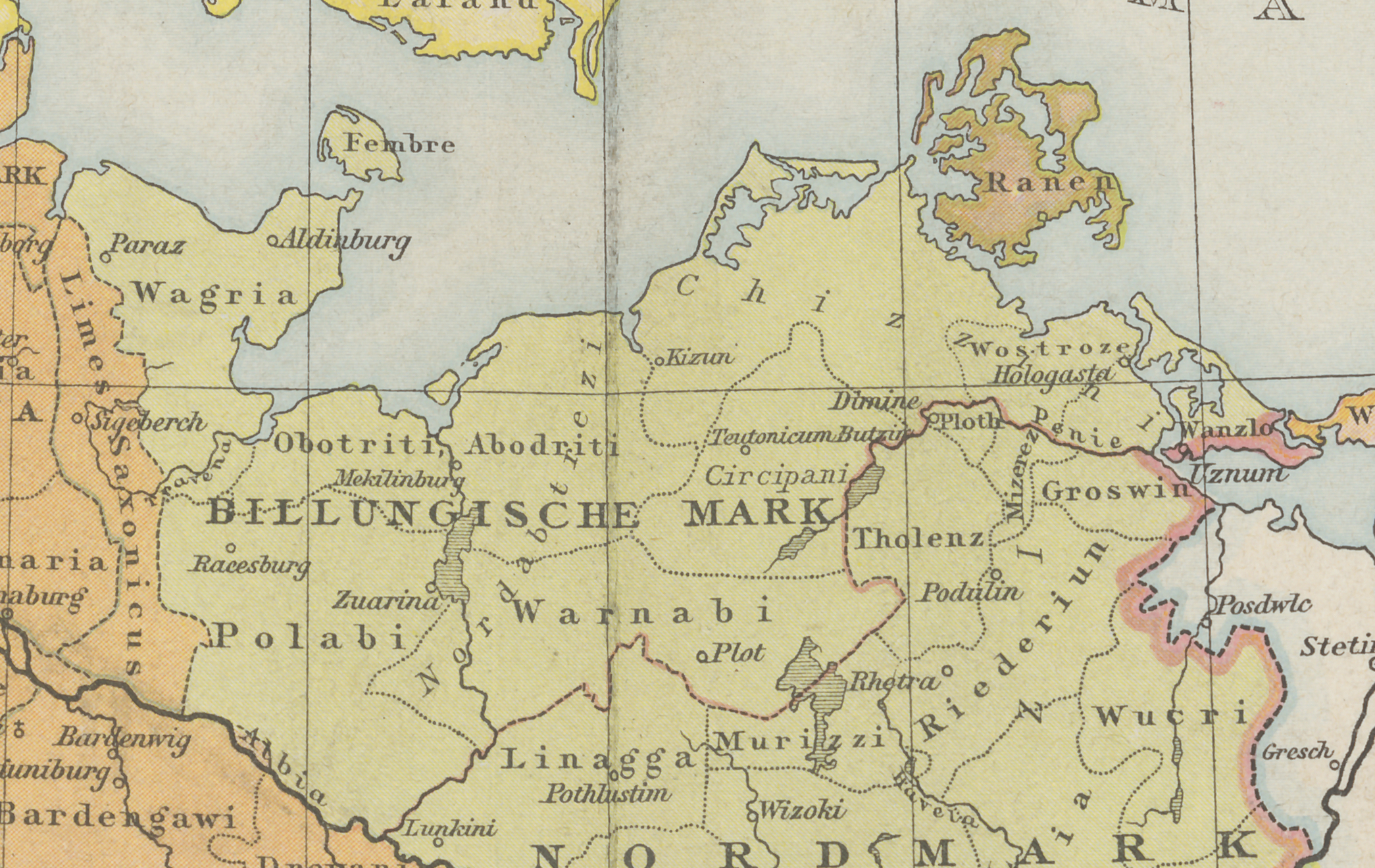
La Marca dei Billunghi verso l'anno 1000

La Marca dei Billunghi (in tedesco Mark der Billunger) o Marca Billunga (Billunger Mark) era una marca del ducato di Sassonia, così chiamata dal nome della casata tedesca dei Billunghi. Era la zona di origine dei Wagri, degli Obodriti, dei Circipani, dei Rani e dei Pomerani. Confinava a sud con la marca del Nord. Venne spazzata via assieme alla marca del Nord con la rivolta slava del 983. 
Corrisponde all'incirca all'attuale stato di Meclemburgo-Pomerania Anteriore, nella Germania nord-orientale.